# Urraca
Urraca.- /po istoimenom poglavici. Vidi mit./  indijansko pleme iz konkvistadorskog doba nekada nastanjeno u provinciji Veraguas u Panami. Rani konkvistadori u zapadnoj Panami pronašli su tri razna Guaymi plemena koja su dobili imena po poglavicama, Nata, u provinciji Cocle i Parita na poluotoku Azuero.  Svako od njih služilo se vlastitim jezikom. Od tri poglavica Urraca je bio najpoznatiji i najratoborniji, potukavši Španjolce nekoliko puta i natjeravši Diego de Albiteza, da (možda 1522.) potpiše mirovni ugovor. Prema Bartolome de las Casasu Urraca je ipak kasnije uhvaćen ali je pobjegao i vratio se u svoje planine.  Ovaj poglavica ostao se boriti sa Španjolcima sve do svoje smrti 1531. Urraca je umro kao slobodan čovjek okružen prijateljima rođacima. Nakon njegove smrti Guaymi plemena nastavili su se boriti protiv najezde bijelih vojnika u planinama Veraguas i Tabasara, gdje oklopljeni španjolski konjanici nisu mogli doprijeti. Ostali su se tući sa Španjolcima sve do kolapsa španjolske dominacije u Panami.  Vidi Guaymi.

## Legenda o Uspavanoj princezi Flor del Aire
Prema legendi poglavica Urraca je imao kćerku zvanu Flor de Aire. Ona se zaljubila u jednoga lijepog španjolskog konkvistadora koji se borio protiv njenog naroda. Njezin ljubavnik, Yaravi, najhrabriji ratnik, primijetio je da mu ona posvećuje sve manje pažnje. Yaravi se ubio pred njom i cijelim selom.  Situacija je natjerala sirotu Flor del Aire da zaboravi Španjolca. Plačući lutala je planinom, Flor del Aire umrla je od tuge pogleda uprtih u vrh planine. I danas možemo vidjeti siluetu indijanske princeze kako leži na vrhu planine simbolizirajući pravu ljubav. 